# 王璡 (化學家)
王琎（1888年1月7日—1966年12月28日），字季梁，男，浙江黄岩人，生于福州闽侯，中国化学家，中国分析化学与中国化学史研究的开拓者。曾任第二、第三、第四届全国政协委员，浙江省第一届政协常委，第二、第三届政协副主席，并于1956年加入九三学社。

## 生平
王琎早年就读于译学馆。1909年，考取第一批庚子赔款赴美留学生，就读于理海大学并获学士学位。1915年，他与其他一些留美学生一同发起中国科学社并创办《科学》杂志。同年回国，之后先后在湖南长沙高等工业学校、南京高等师范学校（后国立东南大学）、浙江高等工业学校等校任教，其中在浙江高等工业学校时创建了中国第一个化学工程系。1928年，创建中央研究院化学研究所并任所长。
1931年一·二八事变发生，王琎和中央研究院化学研究所的同事，在实验室秘密研制出爆炸性极强的硝酸纤维渣压，并且雇佣一位船工，用小船拖着炸药包炸日本军舰，但船工因紧张而提前引爆，行动失败。当时，王琎还号召科学界人士捐钱支援抗日。
1934年，受化学家艾萨克·科尔索夫（Izaak Kolthoff）邀请，赴美国明尼苏达大学访问，并获硕士学位。1936年回国，任四川大学化学系系主任。次年，赴浙江大学任教。其间，先后担任过化学系系主任、理学院代理院长、代理校长等职，并被聘为部聘教授。
1952年院系调整后，王琎前往浙江师范学院（后杭州大学）任教。文化大革命爆发后，王琎家被红卫兵抄家，但上级说王琎是保护对象，抄走的物品大部分随后发还。1966年12月28日，王琎在杭州被暴徒殴打致死。据说这名暴徒是一位自称是红卫兵的年轻大学生，此人从抄家红卫兵处得知王琎家的财钱已发还。为谋财，他来到王琎家，用随身携带的一根铁棒从背后偷袭王琎，将其打死。

## 贡献
他首创了将化学方法运用于考古学检验古代货币，这标志着现代分析化学学科在中国的建立。他还成为中国化学史研究新方法的开拓人。
他曾教授过许多学生，其中包括吴学周、王葆仁、柳大纲、钱人元等。